# OTONARIさん
『OTONARIさん』（オトナリさん）は、2017年10月18日にワーナーミュージック・ジャパン内のレーベルAtlantic Japanよりリリースされたパスピエのメジャー2枚目、通算5枚目のミニアルバム。

## 概要
アルバムタイトルは「音の鳴る方へ」がリード曲になっていることや、「私たちの音楽があなたの隣にありますように」という意味を込めて成田が考案。
ドラムのやおたくや脱退後初のアルバム。サポートドラマーとしてBOBO（from.54-71、フジファブリックなどをサポート）と佐藤謙介（ex.踊ってばかりの国、HiGEなどをサポート）を迎えた。また、成田による打ち込み音源を使用して初めてドラムを用いない楽曲も制作された。

## 収録曲
| 全作曲: 成田ハネダ、全編曲: パスピエ。 |                              |                          |            |      |
| #                                      | タイトル                     | 作詞                     | 作曲・編曲 | 時間 |
| 1.                                     | 「音の鳴る方へ」             | 大胡田なつき、成田ハネダ | 成田ハネダ | 3:27 |
| 2.                                     | 「あかつき」                 | 大胡田なつき             | 成田ハネダ | 3:58 |
| 3.                                     | 「EVE」                      | 大胡田なつき             | 成田ハネダ | 3:19 |
| 4.                                     | 「(dis)communication」       | 大胡田なつき、成田ハネダ | 成田ハネダ | 4:56 |
| 5.                                     | 「空」                       | 大胡田なつき             | 成田ハネダ | 4:13 |
| 6.                                     | 「ポオトレイト」             | 大胡田なつき             | 成田ハネダ | 4:36 |
| 7.                                     | 「正しいままではいられない」 | 大胡田なつき、成田ハネダ | 成田ハネダ | 2:52 |
| 合計時間:                              | 合計時間:                    | 合計時間:                | 27:21      |      |

## 楽曲解説
1. 音の鳴る方へ
2. あかつき
  - 「インターハイ2017 読売新聞」CMソングのために書き下ろし[2]。タイアップは2018年も継続された[3]。
  - サビの頭のコードが5/4度から始まる音符的なアプローチに挑戦した[2]。
3. EVE
  - 芥川龍之介の小説「歯車」に描かれた、偏頭痛の前兆に出る閃輝暗点の症状を題材にしたもの[2]。タイトルもエスエス製薬が販売している鎮痛剤「イブ」から。
4. (dis)communication
  - 「ポオトレイト」とともに、初めてコンピュータトラック音源（打ち込み）を使用。
5. 空
  - 詞先で作られた[2]。
6. ポオトレイト
7. 正しいままではいられない
  - 初めてフェードアウトを用いた楽曲。

## クレジット
- 大胡田なつき：ボーカル
- 成田ハネダ：キーボード、プログラミング（#4、6）
- 三澤勝洸：ギター
- 露崎義邦：ベース
- BOBO：ドラムス（#1、2、3）
- 佐藤謙介：ドラムス（#5、7）